# 1974 في الجزائر

فيما يلي قوائم الأحداث التي وقعت خلال عام 1974 في الجزائر.

## الحكم
- رئيس الجمهورية: هواري بومدين.
- رئيس الحكومة:

## الأحداث
- 25 ابريل – تأسييس جامعة العلوم والتكنولوجيا هواري بومدين
- 12 نوفمبر –أعادت الولايات المتحدة والجزائر إقامة علاقات دبلوماسية، وأعادت فتح سفارتيهما في الجزائر العاصمة وواشنطن.

## رياضة
- 3 مايو – فوز المنتخب الجزائري على نادي شفيلد يونايتد الإنجليزي في المباراة الودية بنتيجة 3-1 في ملعب وهران، وترديد شعار واحد، إثنان، ثلاثة، تحيا الجزائر.

## برامج ومسلسلات وأنمي
- هروب حسان الطيرو فيلم من إخراج مصطفى بديع

## مواليد
- 23 أبريل – يسعد بورحلي لاعب كرة قدم جزائري دولي
- 6 يوليو – لطفي دوبل كانون، إسمه الحقيقي لطفي بلعمري. مغني راب جزائري
- 10 يوليو – نسيم أكرور لاعب كرة قدم جزائري
- 17 أغسطس – محمد علاق عداء وبطل بارالمبي جزائري.
- 6 ديسمبر – سليمة سواكري مصارعة جودو جزائرية دولية
- سمير قسيمي، كاتب روائي جزائري.

## وفيات
3 يونيو – مصالي الحاج الملقب بـ «أبو الأمة» (مواليد 1898)،زعيم وطني جزائري كان واحد من المطالبين بالاستقلال عن فرنسا منذ العشرينات وتوفي بالعاصمة الفرنسية باريس (76 سنة)

{